# Reichstagswahlkreis Königreich Sachsen 10

Die Wahlkreisaufteilung des Deutschen Reichs.

Der Reichstagswahlkreis Königreich Sachsen 10 (in der reichsweiten Durchnummerierung auch Reichstagswahlkreis 294; auch Reichstagswahlkreis Döbeln genannt) war der zehnte Reichstagswahlkreis für das Königreich Sachsen für die Reichstagswahlen im Deutschen Reich und im Norddeutschen Bund von 1867 bis 1918.

## Wahlkreiszuschnitt
Der Wahlkreis umfasste die Amtshauptmannschaft Döbeln ohne den Amtsgerichtsbezirk Hainichen, die Gemeinden Großvoigtsberg, Kleinvoigtsberg und Reichenbach bei Siebenlehen aus der Amtshauptmannschaft Freiberg, den Amtsgerichtsbezirk Nossen aus der Amtshauptmannschaft Meißen, die Gemeinden Börtwitz mit Gutsbezirk, Großpelsen und Kleinpelsen aus der Amtshauptmannschaft Oschatz, die Gemeinden Geringswalde, Aitzendorf, Altgeringswalde, Arras, Dittmannsdorf bei Rochlitz, Klostergeringswalde mit Gutsbezirk und Crossen bei Mittweida mit Gutsbezirk aus der Amtshauptmannschaft Rochlitz.
Dies entsprach ursprünglich den Gerichtsamtsbezirken Nossen und Roßwein, Waldheim, Geringswalde, Hartha, Leisnig und Döbeln.
| Jahr | Einwohner |
| ---- | --------- |
| 1890 | 119.503   |
| 1895 | 123.024   |
| 1900 | 132.641   |
| 1905 | 136.567   |
| 1910 | 137.660   |

|      | Landwirtschaft | Industrie und Gewerbe | Handel und Dienstleistungen |
| ---- | -------------- | --------------------- | --------------------------- |
| 1895 | 33,9           | 49,1                  | 17,1                        |
| 1907 | 25,8           | 55,9                  | 18,3                        |

|      | Evangelisch | Katholisch |
| ---- | ----------- | ---------- |
| 1890 | 98,4        | 1,5        |
| 1905 | 97,6        | 2,2        |
| 1910 | 97,7        | 2,1        |

## Abgeordnete
| Wahl                                 | Abgeordneter               | Partei                       | Bild |
| ------------------------------------ | -------------------------- | ---------------------------- | ---- |
| Reichstagswahl Februar 1867 bis 1877 | Wilhelm Oehmichen          | fraktionslos liberal/BKV/DFP | 0    |
| Reichstagswahl 1877 bis 1878         | Georg Ludwig August Walter | DFP                          |      |
| Reichstagswahl 1878 bis 1879         | Wilhelm Schaffrath         | DFP                          |      |
| Ersatzwahl 1879 bis 1881             | Gustav von König           | DRP                          | 0    |
| Reichstagswahl 1881 bis 1884         | Georg Ludwig August Walter | DFP                          |      |
| Reichstagswahl 1884 bis 1887         | Carl Braun                 | DFP                          |      |
| Reichstagswahl 1887 bis 1890         | Albert Niethammer          | NLP                          | 0    |
| Reichstagswahl 1890 bis 1893         | Paul Mehnert               | DKP                          | 0    |
| Reichstagswahl 1893 bis 1898         | Bernhard Sachsse           | DKP                          | 0    |
| Reichstagswahl 1898 bis 1902         | Adolf Lehr                 | NLP                          |      |
| Ersatzwahl 1902 bis 1906             | Karl Grünberg              | SPD                          | 0    |
| Ersatzwahl 1906 bis 1907             | Karl Pinkau                | SPD                          |      |
| Reichstagswahl 1907 bis 1912         | Otto Everling              | NLP                          |      |
| Reichstagswahl 1912 bis 1918         | Karl Pinkau                | SPD                          |      |

## Wahlen

### 1867 (Februar)
Es fand nur ein Wahlgang statt. Die Zahl der gültigen Stimmen betrug 14785.
| Kandidat          | Partei        | Stimmen | in % | Anmerkungen |
| ----------------- | ------------- | ------- | ---- | ----------- |
| Wilhelm Oehmichen | BundesstKonst | 11750   | 0    | 0           |

### 1867 (August)
Es fand nur ein Wahlgang statt. Die Zahl der gültigen Stimmen betrug 9654.
| Kandidat          | Partei                       | Stimmen | in % | Anmerkungen |
| ----------------- | ---------------------------- | ------- | ---- | ----------- |
| Wilhelm Oehmichen | BundesstKonst (ab 1870: DFP) | 7319    | 0    | 0           |

### 1871
Es fand ein Wahlgang statt. 19399 Männer waren wahlberechtigt. Die Zahl der abgegebenen Stimmen betrug 11238, 78 Stimmen waren ungültig. Die Wahlbeteiligung betrug 58,3 %.
| Kandidat          | Partei   | Stimmen | in % | Anmerkungen |
| ----------------- | -------- | ------- | ---- | ----------- |
| Wilhelm Oehmichen | DFP      | 6732    | 0    | 0           |
| Dr. Gensel        | NLP      | 2906    | 0    | 0           |
| Walster           | S (Eis)  | 1230    | 0    | Redakteur   |
| 0                 | Sonstige | 370     | 0    | 0           |

### 1874
Es fand ein Wahlgang statt. 21164 Männer waren wahlberechtigt. Die Zahl der abgegebenen Stimmen betrug 11373, 109 Stimmen waren ungültig. Die Wahlbeteiligung betrug 54,3 %.
| Kandidat          | Partei   | Stimmen | in % | Anmerkungen |
| ----------------- | -------- | ------- | ---- | ----------- |
| Wilhelm Oehmichen | DFP      | 7965    | 0    | 0           |
| Walster           | S (Eis)  | 3300    | 0    | Redakteur   |
| 0                 | Sonstige | 108     | 0    | 0           |

### 1877
Es fanden zwei Wahlgänge statt. 22254 Männer waren wahlberechtigt. Die Zahl der abgegebenen Stimmen betrug im ersten Wahlgang 14736, 121 Stimmen waren ungültig. Die Wahlbeteiligung betrug 66,8 %.
| Kandidat      | Partei   | Stimmen | in % | Anmerkungen |
| ------------- | -------- | ------- | ---- | ----------- |
| August Walter | DFP      | 5528    | 0    | 0           |
| Niethammer    | NLP      | 4687    | 0    | Fabrikant   |
| Burckhardt    | S        | 4504    | 0    | Xylograph   |
| 0             | Sonstige | 17      | 0    | 0           |

In der Stichwahl betrug die Zahl der abgegebenen Stimmen 15289, 83 Stimmen waren ungültig. Die Wahlbeteiligung betrug 69,1 %.
| Kandidat      | Partei | Stimmen | in % | Anmerkungen |
| ------------- | ------ | ------- | ---- | ----------- |
| August Walter | DFP    | 8655    | 0    | 0           |
| Niethammer    | NLP    | 6634    | 0    | Fabrikant   |

### 1878
Es fand ein Wahlgang statt. 22506 Männer waren wahlberechtigt. Die Zahl der abgegebenen Stimmen betrug 11490, 95 Stimmen waren ungültig. Die Wahlbeteiligung betrug 51,5 %.
| Kandidat           | Partei   | Stimmen | in % | Anmerkungen |
| ------------------ | -------- | ------- | ---- | ----------- |
| Wilhelm Schaffrath | DFP      | 6444    | 0    | 0           |
| Burckhardt         | S        | 5028    | 0    | Xylograph   |
| 0                  | Sonstige | 18      | 0    | 0           |

### Ersatzwahl 1879
Wilhelm Schaffrath legte am 3. Februar 1879 das Mandat nieder und es kam zu einer Ersatzwahl am 27. Februar 1879. Es fand ein Wahlgang statt. Die Zahl der abgegebenen Stimmen betrug 20983.
| Kandidat   | Partei   | Stimmen | in % | Anmerkungen |
| ---------- | -------- | ------- | ---- | ----------- |
| von König  | DRP      | 6601    | 0    | 0           |
| Burckhardt | S        | 4344    | 0    | Xylograph   |
| 0          | Sonstige | 40      | 0    | 0           |

### 1881
Es fand ein Wahlgang statt. 21118 Männer waren wahlberechtigt. Die Zahl der abgegebenen Stimmen betrug 11806, 75 Stimmen waren ungültig. Die Wahlbeteiligung betrug 56,3 %.
| Kandidat                   | Partei   | Stimmen | in % | Anmerkungen |
| -------------------------- | -------- | ------- | ---- | ----------- |
| Georg Ludwig August Walter | DFP      | 6435    | 0    | 0           |
| Penzig                     | NLP      | 2021    | 0    | Kaufmann    |
| von Zehmen                 | Kons     | 2987    | 0    | Kammerherr  |
| Hadlich                    | S        | 342     | 0    | Buchhändler |
| 0                          | Sonstige | 21      | 0    | 0           |

### 1884
Es fanden zwei Wahlgänge statt. 22618 Männer waren wahlberechtigt. Die Zahl der abgegebenen Stimmen betrug im ersten Wahlgang 12771, 81 Stimmen waren ungültig. Die Wahlbeteiligung betrug 56,8 %.
| Kandidat   | Partei   | Stimmen | in % | Anmerkungen |
| ---------- | -------- | ------- | ---- | ----------- |
| Karl Braun | DFP      | 4041    | 0    | 0           |
|            | Kons     | 6305    | 0    |             |
|            | S        | 2388    |      | 0           |
| 0          | Sonstige | 37      | 0    | 0           |

In der Stichwahl betrug die Zahl der abgegebenen Stimmen 15939, 53 Stimmen waren ungültig. Die Wahlbeteiligung betrug 70,7 %.
| Kandidat   | Partei | Stimmen | in % | Anmerkungen |
| ---------- | ------ | ------- | ---- | ----------- |
| Karl Braun | DFP    | 8339    | 0    | 0           |
|            | Kons   | 7600    | 0    |             |

### 1887
Die Kartellparteien einigten sich auf Niethammer als gemeinsamen Kandidaten. Es fand ein Wahlgang statt. 23075 Männer waren wahlberechtigt. Die Zahl der abgegebenen Stimmen betrug 19017, 109 Stimmen waren ungültig. Die Wahlbeteiligung betrug 82,9 %.
| Kandidat          | Partei   | Stimmen | in % | Anmerkungen |
| ----------------- | -------- | ------- | ---- | ----------- |
|                   | DFP      | 2981    | 0    | 0           |
| Albert Niethammer | NLP      | 12.691  | 0    | 0           |
|                   | S        | 3325    | 0    | 0           |
| 0                 | Sonstige | 20      | 0    | 0           |

### 1890
Nachdem die Kartellparteien bei der letzten Wahl einen Vertreter der NLP unterstützt hatten, bestanden die Konservativen bei dieser Wahl auf einen konservativen Kandidaten. Die NLP stimmte dem unter der Bedingung zu, bei der nächsten Wahl wiederum einen NLP-Kandidaten zu nominieren. Es fand ein Wahlgang statt. 23.996 Männer waren wahlberechtigt. Die Zahl der abgegebenen Stimmen betrug 20.422, 116 Stimmen waren ungültig. Die Wahlbeteiligung betrug 85,1 %.
| Kandidat                | Partei   | Stimmen | in % | Anmerkungen          |
| ----------------------- | -------- | ------- | ---- | -------------------- |
| Krieger                 | DF       | 1620    | 8,0  | Dr. med. aus Leipzig |
| Paul Mehnert            | K        | 11.321  | 55,7 | 0                    |
| Carl Friedrich Grünberg | SPD      | 7349    | 36,2 | 0                    |
| 0                       | Sonstige | 16      | 0,1  | 0                    |

### 1893
Vereinbarungsgemäß überließen die Konservativen der NLP die Wahl des gemeinsamen Kandidaten. Diese benannten Niethammer. In der konservativen Wählerschaft kam dieser jedoch nicht gut an. Gegen den Willen der konservativen Parteiführung stellten daher konservative Parteigänger, der BdL und die Antisemiten Sachsse als Kandidaten auf. Dieser sollte eigentlich als fraktionsloser Abgeordneter wirken, schloss sich dann aber doch der konservativen Fraktion an. Es fanden zwei Wahlgänge statt. 24.855 Männer waren wahlberechtigt. Die Zahl der abgegebenen Stimmen betrug im ersten Wahlgang 19.922, 82 Stimmen waren ungültig. Die Wahlbeteiligung betrug 80,2 %.
| Kandidat                    | Partei   | Stimmen | in % | Anmerkungen              |
| --------------------------- | -------- | ------- | ---- | ------------------------ |
| Gustav Wilhelm Carl Schmidt | FVP      | 1646    | 8,3  | Schuldirektor in Dresden |
| Bernhard Sachsse            | K        | 9292    | 46,9 | 0                        |
| Albert Niethammer           | NLP      | 1078    | 5,4  | 0                        |
| Carl Friedrich Grünberg     | SPD      | 7818    | 39,4 | 0                        |
| 0                           | Sonstige | 6       | 0,0  | 0                        |

Die Zahl der abgegebenen Stimmen betrug in der Stichwahl 20.095, 153 Stimmen waren ungültig. Die Wahlbeteiligung betrug 80,8 %.
| Kandidat                | Partei | Stimmen | in % | Anmerkungen |
| ----------------------- | ------ | ------- | ---- | ----------- |
| Bernhard Sachsse        | K      | 10.919  | 54,8 | 0           |
| Carl Friedrich Grünberg | SPD    | 9023    | 45,2 | 0           |

### 1898
Erneut gelang es nicht einen gemeinsamen Kandidaten von NLP und Konservativen zu finden. Der konservative Kandidat wurde auch vom BdL unterstützt. Es fanden zwei Wahlgänge statt. 26.262 Männer waren wahlberechtigt. Die Zahl der abgegebenen Stimmen betrug im ersten Wahlgang 21.203, 88 Stimmen waren ungültig. Die Wahlbeteiligung betrug 80,7 %.
| Kandidat                | Partei   | Stimmen | in % | Anmerkungen                  |
| ----------------------- | -------- | ------- | ---- | ---------------------------- |
| Emil Naumann            | K        | 5406    | 25,6 | Rittergutsbesitzer in Sitten |
| Adolf Lehr              | NLP      | 5938    | 28,1 | 0                            |
| Carl Friedrich Grünberg | SPD      | 9758    | 46,2 | 0                            |
| 0                       | Sonstige | 13      | 0,1  | 0                            |

Die Zahl der abgegebenen Stimmen betrug in der Stichwahl 22.698, 92 Stimmen waren ungültig. Die Wahlbeteiligung betrug 86,4 %.
| Kandidat                | Partei | Stimmen | in % | Anmerkungen |
| ----------------------- | ------ | ------- | ---- | ----------- |
| Adolf Lehr              | NLP    | 11.925  | 52,8 | 0           |
| Carl Friedrich Grünberg | SPD    | 10.681  | 47,2 | 0           |

### Ersatzwahl 1902
Nachdem Lehr gestorben war, wurde eine Ersatzwahl am 28. Januar 1902 notwendig. Erneut wurde der konservative Kandidat vom BdL unterstützt. Es fand ein Wahlgang statt. 27.297 Männer waren wahlberechtigt. Die Zahl der abgegebenen Stimmen betrug 23.486, 128 Stimmen waren ungültig. Die Wahlbeteiligung betrug 86,0 %.
| Kandidat                | Partei   | Stimmen | in % | Anmerkungen |
| ----------------------- | -------- | ------- | ---- | ----------- |
| Bernhard Sachsse        | K        | 5343    | 22,9 | 0           |
| Paul Wilhelm Vogel      | NLP      | 6129    | 26,2 | 0           |
| Carl Friedrich Grünberg | SPD      | 11.874  | 50,8 | 0           |
| 0                       | Sonstige | 12      | 0,1  | 0           |

### 1903
Entgegen dem landesweiten Kartellvertrag unterstützte die NLP nicht den Kandidaten der DRP, der aber von BdL und den Konservativen unterstützt wurde. Es fand ein Wahlgang statt. 27.823 Männer waren wahlberechtigt. Die Zahl der abgegebenen Stimmen betrug 24.326, 131 Stimmen waren ungültig. Die Wahlbeteiligung betrug 87,4 %.
| Kandidat                 | Partei   | Stimmen | in % | Anmerkungen                |
| ------------------------ | -------- | ------- | ---- | -------------------------- |
| Oswald Zimmermann        | DRP      | 5569    | 23,0 | 0                          |
| Friedrich Bruno Luckweil | NLP      | 5434    | 22,5 | Seilermeister aus Waldheim |
| Carl Friedrich Grünberg  | SPD      | 13.152  | 54,4 | 0                          |
| 0                        | Sonstige | 30      | 0,1  | 0                          |

### Ersatzwahl 1906
Nach dem Tod von Grünberg erfolgte eine Ersatzwahl am 22. Oktober 1906. Hierbei unterstützten Konservative, BdL und Antisemiten den NLP-Kandidaten. Es fand ein Wahlgang statt. 28.530 Männer waren wahlberechtigt. Die Zahl der abgegebenen Stimmen betrug 24.118, 74 Stimmen waren ungültig. Die Wahlbeteiligung betrug 84,5 %.
| Kandidat      | Partei   | Stimmen | in % | Anmerkungen                   |
| ------------- | -------- | ------- | ---- | ----------------------------- |
| Heinrich Beck | FVP      | 3511    | 14,6 | Bezirksschullehrer in Dresden |
| Ernst Hasse   | NLP      | 8322    | 34,6 | 0                             |
| Karl Pinkau   | SPD      | 12.207  | 50,8 | 0                             |
| 0             | Sonstige | 4       | 0,0  | 0                             |

### 1907
Der Kandidat der Konservativen wurde von BdL, DR und Zentrum unterstützt. Die Mittelstandspartei erklärte, beide bürgerlichen Kandidaten gleichermaßen zu unterstützen. Die Fvg unterstützte den Kandidaten der FVG. Es fanden zwei Wahlgänge statt. 28.718 Männer waren wahlberechtigt. Die Zahl der abgegebenen Stimmen betrug im ersten Wahlgang 26.999, 159 Stimmen waren ungültig. Die Wahlbeteiligung betrug 94,0 %.
| Kandidat      | Partei   | Stimmen | in % | Anmerkungen              |
| ------------- | -------- | ------- | ---- | ------------------------ |
| Heinrich Beck | FVP      | 2735    | 10,1 | 0                        |
| Karl Rüder    | K        | 4476    | 16,6 | Bürgermeister in Roßwein |
| Otto Everling | NLP      | 6944    | 25,8 | 0                        |
| Karl Pinkau   | SPD      | 12.760  | 47,4 | 0                        |
| 0             | Sonstige | 22      | 0,1  | 0                        |

In der Stichwahl unterstützten alle Parteien bis auf die FVg (die die SPD unterstützte) den nationalliberalen Kandidaten. Die Zahl der abgegebenen Stimmen betrug in der Stichwahl 27.309, 125 Stimmen waren ungültig. Die Wahlbeteiligung betrug 95,1 %.
| Kandidat      | Partei | Stimmen | in % | Anmerkungen |
| ------------- | ------ | ------- | ---- | ----------- |
| Otto Everling | NLP    | 14.421  | 53,0 | 0           |
| Karl Pinkau   | SPD    | 12.763  | 47,0 | 0           |

### 1912
Everling trat als gesamtliberaler Kandidat mit Unterstützung der FoVP an. Der konservative Kandidat wurde von BdL, dem Zentrum und der DR unterstützt. Es fand ein Wahlgang statt. 29.986 Männer waren wahlberechtigt. Die Zahl der abgegebenen Stimmen betrug 27.945, 159 Stimmen waren ungültig. Die Wahlbeteiligung betrug 93,2 %.
| Kandidat      | Partei   | Stimmen | in % | Anmerkungen                       |
| ------------- | -------- | ------- | ---- | --------------------------------- |
| Paul Unrasch  | K        | 5537    | 19,9 | Buchbinder-Obermeister in Dresden |
| Otto Everling | NLP      | 7568    | 27,3 | 0                                 |
| Karl Pinkau   | SPD      | 14.672  | 52,8 | 0                                 |
| 0             | Sonstige | 9       | 0,0  | 0                                 |